# NGC 5056
NGC 5056 (другие обозначения — UGC 8337, MCG 5-31-166, ZWG 160.173, KUG 1313+312, IRAS13138+3112, PGC 46180) — спиральная галактика (Sc) в созвездии Волосы Вероники.
Этот объект входит в число перечисленных в оригинальной редакции «Нового общего каталога».
В галактике вспыхнула сверхновая SN 2005au типа II, её пиковая видимая звездная величина составила 15,8.